# Barbara Heslop
 Barbara Farnsworth Heslop  CBE FRSNZ (* 26. Januar 1925 in Auckland, Neuseeland; † 20. Dezember 2013 in Dunedin, Neuseeland) war eine neuseeländische Immunologin und Hochschullehrerin. Sie war die erste Frau in Neuseeland, die 1972 Professorin in einer Abteilung für Chirurgie wurde.

## Leben und Werk
Heslop war die Tochter von John Sampson und Louisa „Isobel“ Cupit. Ihre Großeltern mütterlicherseits waren aus Deutschland und ihr Vater aus England eingewandert. Sie lebte mit ihrer Familie während ihrer Kindheit in Epsom, wo sie die Epsom Primary und später die Epsom Girls Grammar School besuchte. 
1942 erhielt sie ein University National Scholarship mit der siebtbesten Punktzahl in Neuseeland und anschließend absolvierte sie ihr erstes Jahr als Medizinstudentin an der University of Auckland. 1944 studierte sie an der University of Otago in Dunedin und war eine von siebzehn Frauen, die 1948 ihren MB ChB abschloss. Sie arbeitete als Hausärztin im Dunedin Hospital und wurde dann Assistenzpathologin am Dunedin Hospital und lehrte an der Pathologieabteilung der University of Otago. 1954 erwarb sie den Abschluss Doktor der Medizin.
1953 heiratete sie John Herbert Heslop, der später Chirurg und für seine Behandlung von Verbrennungen bekannt wurde. Ende 1953 reiste sie mit ihm auf dem Handelsschiff Port Vindex nach London, um ein Aufbaustudium zu absolvieren. Sie erhielt eine Forschungsstelle für Kinderpathologie am Great Ormond Street Hospital, die Sir Charles Hercus, der Dekan der Otago Medical School, für sie organisiert hatte. Ihr Ehemann setzte seine chirurgische Ausbildung am King Edward Memorial Hospital fort und schloss im folgenden Jahr sein FRCS erfolgreich ab.
Anfang 1957 kehrte sie mit ihm nach Dunedin zurück, wo ihr Ehemann eine Stelle als Oberarzt antrat. Sie arbeitete auf einer Teilzeitstelle in der Pathologieabteilung. Im folgenden Jahr wurde sie leitende Forschungsbeauftragte in der Abteilung für Chirurgie und arbeitete mit der Transplantationsforschungsgruppe von Norman Nisbet zusammen. Nach der Geburt ihrer zweiten Tochter 1962 wurde sie 1964 Leiterin der Forschungsgruppe, eine Position, die sie bis zu ihrer Pensionierung 1990 innehatte. 1972 wurde sie zur außerordentlichen Professorin ernannt und galt als die erste Frau in Neuseeland, die diesen Status in einer Abteilung für Chirurgie erlangte. 1984 wurde sie als erste medizinisch qualifizierte Frau Professorin für Chirurgie an der Otago Medical School. 2006 ging sie als Lehrstuhlinhaberin in den Ruhestand. Sie unterrichtete bis in die 1990er Jahre Immunologie in Melbourne und in Singapur.
Sie veröffentlichte mehr als 130 Forschungsarbeiten. Ihr Hauptschwerpunkt lag auf der Immunologie mit Forschung zur Verlängerung des Überlebens von Organtransplantaten.
Sie starb am 20. Dezember 2013 im Alter von achtundachtzig Jahren, nachdem sie an Herzversagen erkrankt war.
2004 wurde zum Gedenken an ihre Arbeit und die ihres Mannes vom Royal Australasian College of Surgeons die Heslop-Medaille ins Leben gerufen. Nach ihrem Tod richtete die University of Otago das Barbara Heslop Memorial Scholarship ein, um ihre vierzigjährige Karriere an der University of Otago in den Abteilungen für Pathologie und Chirurgie mit Spezialisierung auf Transplantationsforschung zu würdigen.

## Ehrungen (Auswahl)
- 1975: Fellow of the Royal Australasian College of Surgeons (FRACS)
- Fellow of the Royal College of Pathologists
- 1990: Fellow of the Royal Society Te Apārangi
- 1990: gemeinsam mit ihrem Ehemann: Louis-Barnett-Medaille des Royal Australasian College of Surgeons (RACS)
- 1991: Commander of the Order of the British Empire (CBE)[4]
- 2017: 150 Women in 150 Words der Royal Society Te Apārangi

## Veröffentlichungen (Auswahl)
- mit Irmgard M. Zeiss, N. W. Nisbet: Studies on transference of bone 1. A comparison of autologous and homologous bone implants with reference to osteocyte survival, osteogenesis and host reaction. The British Journal of Experimental Pathology. 41 (3), 1960, S. 269–287.
- All about research'—looking back at the 1987 Cervical Cancer Inquiry. The New Zealand Medical Journal, 117 (1199), 2004, S. 1–16.